# Kameradschaft Walter Spangenberg
Die Kameradschaft Walter Spangenberg (Freies Netz Köln) war eine rechtsextremistische Gruppierung in Nordrhein-Westfalen und Rheinland-Pfalz.

## Geschichte
Die Gruppe wurde vom Innenministerium von Nordrhein-Westfalen am 8. Mai 2012 verboten.
Unmittelbar nach dem Verbot durchsuchte die Polizei in Nordrhein-Westfalen und Rheinland-Pfalz zeitgleich die Wohnungen und Haftzellen von 14 Mitgliedern der Vereinigung in Bocholt, Bonn, Dortmund, Erftstadt, Frankenthal (Pfalz), Frechen, Koblenz, Köln und Wöllstein; sie beschlagnahmte das Vermögen sowie Embleme der Kameradschaft. Die Behörden ermittelten gegen den Anführer der Kameradschaft Axel Reitz. Reitz arbeitete eng mit zwei führenden Kameradschaftsmitgliedern der kriminellen Vereinigung Aktionsbüro Mittelrhein zusammen.
Grundlage für das Verbot nach dem Vereinsgesetz ist die von der Kameradschaft betriebene Glorifizierung des Nationalsozialismus und die Ablehnung der Rechtsordnung der Bundesrepublik Deutschland. Eine weitere Tätigkeit und das Zeigen der Vereinsembleme ist damit ebenso untersagt wie die Bildung von Ersatzorganisationen.

## Namenspatron
Walter Spangenberg war ein Kölner SA-Mann, der am 25. Februar 1933 im Straßenkampf mit Kommunisten getötet wurde. Die NSDAP erklärte ihn zum „Blutzeugen der Bewegung“. An die nationalsozialistische Verklärung anknüpfend ehrten die Kölner Neonazis ihren Namenspatron als „Blutzeugen“ – zuletzt im Februar 2012 mit einem „Heldengedenken“ auf dem Melaten-Friedhof.